# Richarlison
Richarlison, właśc. Richarlison de Andrade (ur. 10 maja 1997 w Nova Venécia) – brazylijski piłkarz, występujący na pozycji napastnika w angielskim klubie Tottenham Hotspur oraz w reprezentacji Brazylii.
Złoty medalista Copa América 2019 oraz Igrzysk Olimpijskich 2020, srebrny medalista Copa América 2021 i uczestnik Mistrzostw Świata 2022.

## Kariera klubowa

### América
Urodzony w Nova Venécia, Espírito Santo, Richarlison dołączył do zespołu młodzieżowego América Mineiro w grudniu 2014 roku. W czerwcu następnego roku został włączony do pierwszego zespołu przez menedżera Givanildo Oliveira. Richarlison zadebiutował 4 lipca 2015 roku, w wygranym 3:1 meczu z Mogi Mirim, strzelając ostatnią bramkę w tym spotkaniu. Siedemnaście dni później przedłużył kontrakt z klubem do 2018 roku.

### Fluminense
29 grudnia 2015 roku Richarlison podpisał pięcioletni kontrakt z klubem Série A - Fluminense. Zadebiutował 15 maja przeciwko swojej byłej drużynie. Pierwszą bramkę strzelił w dniu 26 czerwca, w wygranym meczu z Flamengo.

### Watford
31 lipca 2017, za kwotę 11,2 mln funtów, Richarlison przeniósł się do angielskiej drużyny - Watfordu. Podpisał pięcioletni kontrakt. Zadebiutował w pierwszej kolejce sezonu w zremisowanym 3:3 meczu z Liverpoolem, pojawiając się na boisku z ławki rezerwowych. W następnym meczu przeciwko Bournemouth zdobył debiutancką bramkę.

### Everton
24 lipca 2018 przeszedł do Evertonu, który zapłacił za niego 35 milionów euro. W debiucie przeciwko Wolverhampton Wanderers (2:2) zdobył obie bramki dla swojego zespołu.

### Tottenham
1 lipca 2022 przeszedł do Tottenhamu za kwotę 73 milionów euro. W klubie zadebiutował 14 sierpnia w meczu Premier League z Chelsea (2:2). 7 września w debiucie w rozgrywkach Ligi Mistrzów UEFA przeciwko Olympique Marsylia (2:0) strzelił dwa premierowe gole dla Tottenhamu. 30 kwietnia 2023 w meczu z Liverpoolem (3:4) zdobył swoją pierwszą bramkę dla Tottenhamu w Premier League.

## Kariera reprezentacyjna
W reprezentacji Brazylii zadebiutował 7 września 2018 w meczu przeciwko Stanom Zjednoczonym. 4 dni później, w wygranym 5:0 meczu z reprezentacją Salwadoru, strzelił pierwsze dwa gole dla brazylijskiej kadry narodowej.

## Życie prywatne
Gdy miał siedem lat jego rodzice się rozwiedli, a Richarlison postanowił pozostać z ojcem ze względu na piłkę nożną. 
9 sierpnia 2015 podpisał trzyletnią umowę z firmą Nike.